# Patrice Gicquel
Œuvres principales
- Un siècle de vélo au pays des sourds (2002)
- Il était une fois… les sourds français (2011)

Compléments
- Membre de la Société des gens de lettres depuis 2003
- Membre de l’Association des écrivains Sportifs depuis 2013

Patrice Gicquel est un écrivain sourd français, né le 24 novembre 1968 à Rennes, situé dans le département d'Ille-et-Vilaine et la région Bretagne.

## Biographie
Il grandit auprès de ses parents sourds et découvre très jeune la bande dessinée, les magazines et les livres qui, pour lui, deviennent un passe-temps favori ainsi que la passion du vélo. Après une scolarité en internat dans une école de sourds à Fougères, Patrice Gicquel incorpore au lycée avec les entendants dans le but d'obtenir un Baccalauréat de gestion : il a « souffert, il n'avait pas d'interprète, pas de soutien. S'il était né aujourd'hui, il aurait pu devenir universitaire ! Mais à son époque, c'était plus dur ».
Il n'apprend la langue des signes que dans des conférences, des congrès, des colloques ou des pièces de théâtre interprétées par des comédiens sourds étant donné que la langue des signes fut encore interdite dans les établissements scolaires.
La Direction des Affaires Sociales l'embauche comme secrétaire. Du côté des bénévoles, il s’investit dans des associations sportives, culturelles et journalistiques des sourds bretons.

## Carrière
L'écriture lui est parvenue en plein moment où il n'a découvert aucun livre sur le cyclisme des sourds. À tout hasard, il rencontre un passionné de lecture et d'écriture qui lui donne quelques conseils et l'encourage à parfaire son ouvrage, tout comme sa future épouse également sourde. Après une bonne douzaine de visites chez différents éditeurs refusant sa proposition, les éditions L'Harmattan publient son premier ouvrage d'histoire intitulé Un siècle de vélo au pays des sourds en 2002 pour lequel il reçoit le prix des Mains d'Or en main propre par l'Académie de la langue des signes française en 2004. 
Il est ainsi considéré comme « le premier sourd à écrire un livre sur le sport sourd en France et le premier écrivain sourd né de parents sourds »,.
Il quitte son poste dans l'administration, en 2003 : l'écriture lui apporte joie, liberté et indépendance. Dans la même année, il devient membre de la Société des gens de lettres.
Ses deux livres Le fabuleux destin de… Robert Mathé et Le monde incroyable des sourds s'éditent aux éditions L'Harmattan en 2005, avant qu'il n'apparaisse, l'année suivante, dans l'émission L'Œil et la Main où il raconte son parcours d'écrivain.
En 2008, il présente son premier roman d'aventure Thaï aux éditions Aparis. Généreux, il verse une partie de droits d’auteur à une association humanitaire.
Son cinquième livre Il était une fois… les sourds français voit le jour en 2011. 
Un an plus tard, une organisation le nomme président du jury de l’élection Miss Deaf France pour la région Bretagne avant de devenir membre de l’association des écrivains sportifs et de publier Petits mémoires d’un triathlète pas comme les autres en 2013.
La radio Canal B l'invite en 2014, aux côtés de la comédienne sourde Clémence Colin et de l'interprète Mohamed Jabbar.
Son premier polar Un homme peut en cacher un autre sort en janvier 2015.

## Œuvres

### Histoire
- Un siècle de vélo au pays des sourds, Éditions L'Harmattan, 2002Prix des Mains d’Or 2004
- Il était une fois… les sourds français, Books on Demand, 2011

### Biographie
- Le fabuleux destin de… Robert Mathé, Éditions L'Harmattan, 2005
- La vie en courant, Éditions Édilivre, 2014Livre de Laurent Marsollier, dont les propos sont recueillis par Patrice Gicquel

### Société
- Le monde incroyable des sourds, Éditions L'Harmattan, 2005, faits divers
- Petits mémoires d'un triathlète pas comme les autres, Éditions Édilivre, 2013, témoignage

### Romans
- Thaï, Éditions Aparis, 2008, aventure
- Un homme peut en cacher un autre, Books on Demand, 2015, polar

## Distinctions
- Prix des Mains d'Or 2004